# Gisela Valcárcel
Sonia Mercedes Gisela Valcárcel Álvarez (La Victoria, 26 de enero de 1963) es una presentadora de televisión, actriz y empresaria peruana.
En 1987 empezó a conducir el programa Aló Gisela, con el cual se hizo conocida y obtuvo altos niveles de sintonía gracias a los concursos telefónicos y entrevistas. Luego de ello ha conducido reality shows como Bailando por un sueño, El show de los sueños, El gran show, Operación triunfo y  El artista del año. En el transcurso de los años ha sido reconocida a nivel nacional por su trayectoria como animadora, muchos de sus programas han alcanzado niveles altos de audiencia.
Junto a Magaly Medina, según la Encuesta del Poder en 2008 y 2009, es considerada como una de las personas más influyentes en el Perú.

## Vida personal
Gisela Valcárcel nació el 26 de enero de 1963, es la segunda hija de Jorge Valcárcel Velasco y Teresa Álvarez Fernández. Sobrina del escritor y periodista político Gustavo Valcárcel Velasco. Fue bautizada como Sonia Mercedes Valcárcel; sin embargo, a los cinco años de edad, su padre realizó los trámites respectivos y le puso como tercer nombre "Gisela" por insistencia de ella. Su infancia y adolescencia la vivió en el jirón Sebastián Barranca, La Victoria. Estudió en la Institución Educativa Teresa González de Fanning, en donde organizaba y actuaba en distintos espectáculos.
En 1980, con 17 años de edad, queda embarazada de su primera y única hija, Ethel Rocío Pozo Valcárcel. Convertida en madre soltera, buscó como salir adelante y consiguió trabajo como secretaria en una compañía de autos y en las noches trabajó como extra para espectáculos en el Café Teatro, hasta llegar a la televisión con el programa Te mato Fortunato.
En 1985, tuvo un romance con el exfutbolista y empresario Enrique Casaretto, el cual duró 1 año y medio aproximadamente; fueron criticados por la prensa debido a la diferencia de edades. A finales de 1992 estudió actuación y locución en México.
El sábado 10 de junio de 1995, se casó con Roberto Martínez Vera-Tudela después de cinco meses de relación. La boda tuvo lugar en la Iglesia de La Medalla Milagrosa de Miraflores y acaparó gran cantidad de titulares de la prensa nacional, fue emitida en vivo y en directo en la televisión. Alcanzó los 50 puntos de índice de audiencia como promedio con picos que pasaban los 70 puntos, algo nunca antes visto; es por ello que llegó a ser calificada como "La boda del año" o "La boda del siglo". La ceremonia también se retransmitió en el programa de la conductora y en los principales noticieros. Durante los días previos se dieron a conocer los detalles de la orquesta, la decoración del exclusivo lugar (Muelle 1), las invitaciones con código de barras, el lujoso auto de colección, entre otros detalles de la boda. Aunque no tuvieron hijos, Gisela sufrió dos abortos espontáneos. La pareja se separó en 1998 en medio de rumores de infidelidad por parte del deportista, luego de ello se divorciaron.
Una vez acabado su matrimonio, Valcárcel entró en una etapa de búsqueda espiritual que la llevó a la India, en donde se reunió con algunos líderes religiosos, entre ellos Sai Baba y Deepak Chopra. A su regreso, inició un romance con Bruno Cavassa, comentarista deportivo, relación que duró entre los años 2000 y 2001.
En 1999, luego de una "guerra mediática" con la periodista Magaly Medina, entabló un juicio contra ella por difamación, ya que la periodista afirmó que la animadora consumía drogas. En el juicio, la animadora ganó y Medina fue sentenciada a tres años de prisión condicional.
Aunque la conductora se mostró crítica de Vladimiro Montesinos cuando Alberto Fujimori renunció, en marzo de 2001, se desató un escándalo político. Consistió en una exhibición de un vladivideo, el cual mostraba a la animadora con José Francisco Crousillat Carreño y Vladimiro Montesinos, en la sala del SIN en donde conversaron aproximadamente 1 hora. En las imágenes se aprecia cómo este último le comunica a Gisela las medidas que debe tomar para impedir la difusión del libro La señito, escrito por su expareja Carlos Vidal, en donde se revela aspectos íntimos de la vida de la animadora. Aparte, la animadora declaró que existe un segundo video en el cual Montesinos le dice que intente llevar una relación amical con Laura Bozzo y Magaly Medina. Con esto se la acusó por delito contra la administración pública, pero no entablaron juicio ya que el juez desestimó la denuncia, quedando absuelta de los cargos.
En 2005, publicó su autobiografía Mi nombre es Gisela, donde narra su historia completa, altibajos e incluye fotografías inéditas.
El 21 de octubre de 2006, después de más de cuatro años de romance, se casó con Javier Carmona Del Solar, Gerente Comercial de la casa televisiva Frecuencia Latina, con quien participó en la producción de televisión, a pesar de ello la pareja solicitó el divorcio después de sólo 8 meses de casados, el cual salió en febrero del año 2009.
En 2013, estudió un programa de competencias directivas en la Escuela de Dirección de la Universidad de Piura. 
Además de ser imagen de la prensa de espectáculos, es católica y lleva una postura provida al apoyar al movimiento Con mis hijos no te metas. Gisela volvió a tener contacto con la política cuando expresó su apoyo a Keiko Fujimori en las elecciones generales de 2021.

## Carrera artística

### Inicios como vedette
Inició su carrera artística como vedette al formar parte del elenco de Calígula en el Café Teatro y se hizo conocida como Giselle Valcárcel. Debutó en la televisión con la revista musical A toda máquina, fue actriz cómica del programa Te mato Fortunato para luego entrar a Risas y Salsa, inicialmente como bailarina y actriz extra; luego tuvo propios sketches en donde cantaba, bailaba y actuaba. Poco tiempo después, pasó a ser una de las figura del programa La gran revista y compartió escenarios con Amparo Brambilla y Analí Cabrera.

### Aló Gisela
En 1987, Panamericana Televisión le propone la conducción de un programa diario, él cual tendría nombre de Aló Gisela, desde sus inicios empezó a tener gran audiencia, y llegó a tener un promedio mayor de 40 puntos de rating promedio por semanas consecutivas, un récord histórico en la televisión peruana de señal abierta, que hasta ese momento solo había logrado la telenovela Simplemente María, con esto la conductora se ganó el apelativo de "Princesa del mediodía". El programa consistió en concursos para las amas de casa, las cuales podían llamar para ganar premios; además Valcárcel recibía y entrevistaba a personalidades del espectáculo, el deporte y la política. Pocos meses después, debutó como actriz de Teatro con la obra: La mujer del año, hecha por la producción de Panamericana Televisión.
En octubre de 1991, al celebrar el 4.º aniversario de Aló Gisela, se realizó el programa de celebración en el Estadio Alejandro Villanueva, cuyo presentador fue Pablo de Madalengoitia; la animadora llegó en un helicóptero de la FAP y se movilizó en un Lada 2106 del año, ante miles de espectadores que se reunieron el estadio. Luego de ello condujo el tradicional programa desde un escenario en el campo de fútbol; este fue transmitido en directo al mediodía y tuvo como invitada principal a la cantante mexicana Alejandra Guzmán.
En 1993 y 1994, entra a América Televisión para conducir el programa Gisela en América, mismo formato al anterior, con alta sintonía.
En 1995, regresó a Panamericana Televisión con Así es Gisela; programa nocturno de entrevistas. Sin embargo, el programa duró solo hasta fin de 1995.
Entre 1996 y 1997, retornó a América Televisión con Gisela en América, programa que se transmitió con éxito en todo el país.
En 1998, recibió la propuesta del brodcaster Genaro Delgado Parker para conducir un programa en Red Global el cual se tituló Gisela Contigo, programa que no llegó a elevar los niveles de sintonía, lo cual motivó la cancelación del programa y el alejamiento de la animadora de la televisión.
En 1999, participó junto a Guillermo Dávila en El submarino, obra teatral dirigida por Osvaldo Cattone.
En el 2000, regresó a Panamericana Televisión con Aló Gisela y se celebró en "Parque de la Exposición" sus 13 años como conductora teniendo de invitado central a Guillermo Dávila. En esta temporada tuvo de modelo a Cristian Rivero que en las siguientes temporadas de sus programas nocturnos se convirtió en coconductor. 

### Reality shows nocturnos
En el 2001, empezó el programa Gisela, el cual fue emitido los sábados en la noche y tuvo bastante éxito. 
Al siguiente año, fue contratada por Frecuencia Latina, en donde continuó con su programa nocturno.
En el 2003, Frecuencia Latina estrena La casa de Gisela, formato similar a Big Brother y producido por el argentino Marcelo Acebedo; el programa trató sobre un grupo de concursantes que convivían en una casa, totalmente aislados y con cámaras vigilándolos las 24 horas del día. 

### Alejamiento de la TV y apariciones esporádicas en TV
En 2004, Gisela decide retirarse, para tomarse un descanso.
Si bien fue convocada para Panamericana Televisión en noviembre de 2004, el 4 de abril de 2005, inició la conducción del programa Siempre Gisela, en Frecuencia Latina, sin embargo el programa no tuvo tanta audiencia como se esperaba; luego de siete semanas al aire se canceló el programa, Gisela se despidió de su público diciendo:

Si algún día nos tenemos que encontrar, solo Dios lo sabe,... gracias, hasta la próxima...

En septiembre del 2007, Gisela regresó a Latina, siendo conductora de una secuencia en Ayer y Hoy, el segmento se tituló El Gran Cambio de tu Vida y tuvo como objetivo principal, con ayuda de estilistas profesionales, darle un renovado look a las lectoras ganadoras de la revista "Gisela". El espacio televisivo continuó hasta fines de dicho año.

### Regreso a la televisión con formatos internacionales
En 2008 volvió con mayor éxito, esta vez reactivó su empresa productora: GV Producciones, con la cual compró los derechos a Televisa del formato Bailando por un sueño, reality show de baile que se emitió en horario nocturno los sábados en Panamericana Televisión, dicho programa registró cifras mayores de 20 puntos de rating y picos de 40. El programa ganó dos galardones en los premios a la excelencia ANDA, en las categorías de Excelencia en producción y realización y Excelencia en programas de entretenimiento.
En el mismo año debutó como actriz de cine con el filme de Fabrizio Aguilar, Tarata, el cual fue estrenado en septiembre de 2009, siendo un éxito en taquilla en su primera semana de estreno. Su actuación recibió críticas positivas.
A finales del año, participa en la "edición de emergencia" de la Teletón Perú como una de las conductoras, su labor fue resaltada por la prensa política y de espectáculos por bailar con el presidente Alan García La revista Gente la posicionó en el puesto 20 de las 50 personas más destacadas del país.
En 2009, marcada por una "situación coyuntural" que le autorizó alejarse de Panamericana, condujo el reality El show de los sueños que se sintonizó vía América Televisión en horario nocturno. A fines del año, el reality es nominado a los "International Business Awards" en la categoría Mejor programa de entretenimiento y concurso, y resultó premiado. También en ese mismo año fue elegida como embajadora en el mes de junio para la campaña "Recíclame, cumple tu papel" de la empresa FUNDADES, la cual motiva al reciclaje de papel. Del mismo modo, participó como una de las figuras para la campaña de UNICEF:"Buena Onda", en la cual promociona la compra de productos beneficiarios para los niños más pobres del país. A fines de año, condujo Los reyes del show, secuela del anterior reality. En noviembre, fue premiada por la Universidad San Ignacio de Loyola por su labor como empresaria.
En 2010, condujo El gran show el cual es un formato propio, creado por su empresa productora. En agosto participó en la conducción de la Teletón Perú, donando S/.30 000 (treinta mil soles). A fines de año, participó de la campaña VPeru, actuando en la obra teatral Los monólogos de la vagina.
En 2011, de la mano de su empresa productora, produjo El último pasajero, formato de Endemol, el cual fue transmitido por Frecuencia Latina. Así mismo, presentó un nuevo formato de su programa: El gran show por América Televisión, en el cual desfilaron diversos artistas; además se consolidó como líder en sintonía.
Para mediados del 2012, regresó con Operación triunfo, reality que fue también producido por su empresa y América Televisión. Compró los derechos de los programas Yo soy para Frecuencia Latina y Dr. TV, este último franquicia de Oprah Winfrey (Harpo Productions) y producido para América Televisión.
Terminada única temporada de Operación triunfo, Valcárcel regresó con una nueva edición de El gran show, con el obtuvo una mayor sintonía.
En 2013, Valcárcel regresó con una nueva y última temporada de El gran show, y continuó produciendo Dr. TV. Además, GV Producciones realizó otros dos programas: el documental-reality El coro de la cárcel y el programa-concurso 100 peruanos dicen (formato americano llamado Family Feud). El mismo año, Gisela tuvo una participación especial en la película Asu Mare.
En mayo de 2014, Valcárcel regresa con Gisela, el gran show, que comprende el mismo horario con juegos como Mi hombre puede y entrevistas a personajes, programa con formato y tónica similares al que tuvo anteriormente.
En el 2014 GV Producciones produjo el programa ¿Sabes más que un niño de primaria? (formato del americano Are You Smarter than a 5th Grader? producido por Mark Burnett y transmitido por FOX) el cual fue transmitido por América Televisión.
En mayo de 2015 regresará a la televisión con el reality de baile El gran show.
En el 2017 Como parte de la celebración de los 10 años del programa, Gisela presentó el Primer campeonato mundial de baile en el que participaron diferentes artistas del mundo recientes en Perú.
También se anuncia el 5 de agosto de 2017 el estreno de un nuevo programa producido por GV Producciones y América Televisión titulado Mi mamá cocina mejor que la tuya formato de internacional de FremantleMedia bajo la conducción de Yaco Eskenazi y su hija Ethel Pozo.
En 2018 estreno el programa Gisela busca...el amor en el cual entrevistaba y compartía cosas sobre la vida de personajes importantes de la farándula nacional, se estrenó con altos niveles de sintonía.
Ese mismo año, dejando atrás el ciclo de El gran show, estrena su nuevo formato El artista del año con altos niveles de sintonía transmitiéndose en el mismo horario que su antecesor, con 3 exitosas temporadas durante el año.
En 2019 regresa con una nueva temporada de Gisela busca... y de El artista del año.
En agosto de 2022, inició el programa de canto La gran estrella.
En 2024, Valcárcel anunció su retiro de América Televisión.

## Filmografía

### Presentadora
| Años                      | Programa                  | Canal                   |
| ------------------------- | ------------------------- | ----------------------- |
| 1987-1992                 | Aló Gisela                | Panamericana Televisión |
| 1993-1994                 | Gisela en América         | América Televisión      |
| 1995                      | Así es Gisela             | Panamericana Televisión |
| 1996-1997                 | Gisela en América         | América Televisión      |
| 1998                      | ¡Gisela Contigo!          | Red Global              |
| 2000                      | Aló Gisela                | Panamericana Televisión |
| 2001                      | Gisela                    | Panamericana Televisión |
| 2002                      | Gisela                    | Frecuencia Latina       |
| 2003                      | La casa de Gisela         | Frecuencia Latina       |
| 2005                      | Siempre Gisela            | Frecuencia Latina       |
| 2007                      | El gran cambio de tu vida | Frecuencia Latina       |
| 2008                      | Bailando por un sueño     | Panamericana Televisión |
| 2009                      | El show de los sueños     | América Televisión      |
| 2010-2011                 | El gran show              | América Televisión      |
| 2012                      | Operación Triunfo         | América Televisión      |
| 2013                      | El gran show              | América Televisión      |
| 2014                      | Gisela, el gran show      | América Televisión      |
| 2015-2017/ 2022- presente | El gran show              | América Televisión      |
| 2018                      | Gisela busca... El amor   | América Televisión      |
| 2018                      | El artista del año        | América Televisión      |
| 2019                      | Gisela busca              | América Televisión      |
| 2019                      | El artista del año        | América Televisión      |
| 2021                      | El artista del año        | América Televisión      |
| 2022                      | La gran estrella          | América Televisión      |

### Actriz
| Obras de Teatro            | Obras de Teatro             | Obras de Teatro  | Obras de Teatro |
| Año                        | Título                      | Papel            |                 |
| -------------------------- | --------------------------- | ---------------- | --------------- |
| 1981                       | Calígula                    |                  |                 |
| 1985                       | Una rosa para el desayuno   |                  |                 |
| 1988                       | La mujer del año            |                  |                 |
| 1999                       | El Submarino                | Rita             |                 |
| 2010                       | Los monólogos de la vagina  | Intérprete       |                 |
| 2018                       | Tu amor es mi enfermedad    |                  |                 |
| Películas                  |                             |                  |                 |
| Año                        | Título                      | Papel            |                 |
| 2008                       | Valentino y el clan del can | Gertrudis (voz)  |                 |
| 2009                       | Tarata                      | Claudia Valdivia |                 |
| 2013                       | Asu Mare                    | Ella misma       |                 |
| Programas                  |                             |                  |                 |
| Año                        | Programa                    | Papel            |                 |
| 1983                       | A toda Máquina              | Elenco           |                 |
| 1984                       | Te mato Fortunato           | Elenco           |                 |
| 1984-1986                  | Risas y Salsa               | Elenco           |                 |
| 1985                       | Camotulio                   | Elenco           |                 |
| 1986                       | La Gran Revista             | Elenco           |                 |
| Participaciones especiales |                             |                  |                 |
| Año                        | Programa                    | Papel            |                 |
| 1985                       | Gamboa                      |                  |                 |
| 1998                       | Patacláun                   | Ella misma       |                 |
| 2000                       | Yo soy Betty, la fea        | Ella misma       |                 |
| 2006                       | La gran sangre              | Ella misma       |                 |
| 2018                       | De vuelta al barrio         | Mirella          |                 |
| 2019                       | Llauca                      |                  |                 |

## Carrera empresarial
Como empresaria incursionó en el negocio de la belleza e imagen femenina, siendo propietaria de Salones de Belleza y Spa limeños "Amarige" y directora de las revistas femeninas "Gisela" y "A". Además dirige su propia productora televisiva, GV Producciones.

### Amarige Salon & Urban Spa
En marzo de 1992; Gisela fundó Amarige Salón & Urban Spa, una cadena de exclusivos centros de belleza y relajación en la ciudad de Lima, ubicados en los distritos de San Borja y San Isidro. El spa cuenta con una revista propia llamada "A" que contiene temas sobre moda, farándula, entrevistas, etc. Desde el 2004, la empresa es dirigida por su hija: Ethel Pozo.

### Revista Gisela
En 1993, fundó Gisela, una revista mensual en donde se encuentran temas para la mujer. Con el paso de los meses, se convirtió en una de las revistas más populares en el país y la más leída en el año. La revista es impresa por Gival S.A.C., empresa editora de revistas, también perteneciente a la animadora.

### GV Producciones
Para su regreso a las pantallas en el 2008, Valcarcel reactivó su empresa de producciones televisivas y compró la franquicia a la reconocida empresa mexicana Televisa del programa Bailando por un Sueño, en el cual invirtió más de 300 mil dólares. Para el programa, compró horas de transmisión a Panamericana Televisión y se estima que gastó en la producción del programa unos 80 mil dólares, y ganó por conducir y producir las tres temporadas 1 millón 200 mil dólares. La productora continuó su labor con El show de los sueños, El gran show, Operación triunfo, Dr. TV, El coro de la cárcel y 100 peruanos dicen para América Televisión. Durante 2011–12 produjo para Frecuencia Latina El último pasajero y las primeras cuatro temporadas de Yo soy. En el 2014 continuo produciendo para América televisión, DR. TV (Perú), 12 Corazones (Perú), Gisela, el Gran show (show de entrevista que llevaba como secuencia principal el formato "Mi Hombre Puede"), y también continuo produciendo en horario dominical "Sabes más que un niño de primaria".

## Libros

### Mi nombre es Gisela
En 2005, publicó su autobiografía: Mi nombre es Gisela, bajo el sello de Alamah del Grupo Santillana, en donde narra su vida desde su niñez, sus inicios como vedette, su entrada a la televisión como animadora del programa Aló Gisela y detalles sobre sus romances; el libro muestra 130 fotografías inéditas.
El libro se trata de recuerdos, pero enfatizando en contar cómo la animadora se ha ido superando a través de los años; por eso se lo considera también como autoayuda. Fue prologado por el escritor Mario Vargas Llosa.
El libro tuvo dos ediciones, en la primera fueron 12 mil ejemplares, en la segunda 3 mil.

"Sé que esperan momentos truculentos (en el libro), pues los hay. Y cambios físicos, también. Pero, ¿saben? Alguna vez me sentí muy sola estando acompañada, y me preguntaba si yo quería estar con alguien y si alguien quería estar a mi lado realmente. Ahí empezó a surgir el libro, buscando esas respuestas"
 Gisela Valcárcel en la presentación del libro.

### El éxito está en tus manos
En julio de 2014 publicó el libro El éxito está en tus manos, editado por el Grupo Planeta; el cual presentó en la Feria Internacional del Libro de Lima como un libro para ayudar al público emprendedor.

## Premios y reconocimientos

### Premios Astro
| Año  | Categoría       | Programa   | Resultado |
| ---- | --------------- | ---------- | --------- |
| 1989 | Mejor animadora | Aló Gisela | Ganadora  |
| 1990 | Mejor animadora | Aló Gisela | Ganadora  |
| 1991 | Mejor animadora | Aló Gisela | Ganadora  |

### Premios Circe
| Año  | Categoría                                   | Labor premiada                                                   | Resultado |
| ---- | ------------------------------------------- | ---------------------------------------------------------------- | --------- |
| 1994 | Reconocimiento por su trayectoria artística | Reconocimiento por sus programas: Aló Gisela y Gisela en América | Premiada  |

### Premio Vitra
| Año  | Categoría                                                                                       | Labor premiada                                                                  | Resultado |
| ---- | ----------------------------------------------------------------------------------------------- | ------------------------------------------------------------------------------- | --------- |
| 1997 | Reconocimiento por sus 10 años de trayectoria como Comunicadora social en la televisión peruana | Reconocimiento por sus programas: Aló Gisela, Gisela en América y Así es Gisela | Premiada  |

### Premios Luces
| Año  | Categoría                   | Labor premiada        | Resultado | Ref.   |
| ---- | --------------------------- | --------------------- | --------- | ------ |
| 2008 | Mejor programa de concurso  | Bailando por un sueño | Ganadora  | [ 68 ] |
| 2008 | Rostro femenino del año     | Bailando por un sueño | Ganadora  |        |
| 2009 | Rostro del año              | El Show de los sueños | Nominada  | [ 69 ] |
| 2009 | Mejor programa de concursos | El Show de los sueños | Nominada  | [ 70 ] |
| 2010 | Rostro del año              | El gran show          | Ganadora  |        |
| 2010 | Mejor programa de concursos | El gran show          | Ganadora  | [ 71 ] |
| 2011 | Rostro del año              | El gran show          | Ganadora  |        |
| 2011 | Mejor programa de concursos | El gran show          | Nominada  |        |
| 2012 | Figura del año              | El gran show          | Nominada  |        |
| 2012 | Mejor programa de concursos | El gran show          | Nominado  |        |
| 2012 | Mejor programa de concursos | Yo soy                | Ganador   | [ 72 ] |
| 2013 | Figura del año              | El gran show          | Nominada  |        |
| 2013 | Mejor conductora            | El gran show          | Ganadora  |        |
| 2013 | Mejor programa de talentos  | El gran show          | Nominada  |        |
| 2014 | Figura del año              | Gisela, el gran show  | Nominada  |        |
| 2014 | Mejor conductora            | Gisela, el gran show  | Nominada  |        |
| 2015 | Mejor conductor/a           | El gran show          | Nominada  |        |
| 2016 | Mejor conductor/a           | El gran show          | Nominada  |        |
| 2021 | Mejor conductor/a           | El Artista del año    | Nominada  |        |

### Premios ANDA
| Año  | Categoría                                  | Labor premiada        | Resultado | Ref.   |
| ---- | ------------------------------------------ | --------------------- | --------- | ------ |
| 2009 | Excelencia en producción y realización     | Bailando por un sueño | Ganadora  | [ 73 ] |
| 2009 | Excelencia en programas de entretenimiento | Bailando por un sueño | Ganadora  | [ 74 ] |
| 2010 | Excelencia en producción y realización     | El Show de los sueños | Nominada  |        |
| 2012 | Excelencia al mejor programa de televisión | El último pasajero    | Ganadora  | [ 75 ] |

### Stevie Awards
| Año  | Categoría                                    | Labor premiada        | Resultado | Ref.   |
| ---- | -------------------------------------------- | --------------------- | --------- | ------ |
| 2009 | Mejor Programa de entretenimiento y concurso | El Show de los sueños | Ganadora  | [ 76 ] |

### Premios Martín Fierro
| Año  | Premio                                | Categoría                | Labor premiada | Ref.   |
| ---- | ------------------------------------- | ------------------------ | -------------- | ------ |
| 2023 | Premios Martín Fierro (internacional) | Mejor presentadora de TV | Nominada       | [ 77 ] |

### Otros premios
| Año  | Premio                                  | Categoría                                                    | Labor premiada                             | Ref.   |
| ---- | --------------------------------------- | ------------------------------------------------------------ | ------------------------------------------ | ------ |
| 2006 | Premio "Guío tu hígado"                 | Premio por difusión de información                           | Labor informativa sobre la hepatitis A y B | [ 78 ] |
| 2009 | Trofeo a los Emprendedores del año USIL | Emprendedora del año                                         | Amarige Salón & Urban Spa; GV Producciones | [ 79 ] |
| 2010 | Estrella de América Televisión          | Reconocimiento a sus 23 años dedicados al arte de entretener | Carrera artística                          | [ 80 ] |

## En la ficción
- Gisela Valcárcel es interpretada por ella misma de adulta y de joven por Vanessa Jerí en la miniserie biografíca Los amores de Polo.[81]